# L'immagine-tempo. Cinema 2
L'immagine-tempo. Cinema 2 (titolo originale francese Cinéma 2. L'Image-temps) è un libro del 1985 del filosofo Gilles Deleuze che combina la filosofia con la critica cinematografica. Originariamente pubblicato da Les Éditions de Minuit, fu tradotto in italiano da Liliana Rampello ed edito dalla Ubulibri nel 1989. Il cinema descritto nel libro include il lavoro di autori come Yasujirō Ozu, Jean-Luc Godard, Jacques Rivette, Marcel Carné, Joseph L. Mankiewicz, René Clair, Luis Buñuel, Stanley Donen, Vincente Minnelli, Orson Welles, Fritz Lang, Jean Rouch, Carl Theodor Dreyer, John Cassavetes, Stanley Kubrick, Alain Resnais, Marguerite Duras, Hans-Jürgen Syberberg e, tra gli italiani, Roberto Rossellini, Vittorio De Sica e Michelangelo Antonioni. Come è evidente dal titolo, il libro segue un primo saggio del 1983 dal titolo Cinéma 1. L'Image-mouvement e pubblicato in lingua italiana nel 1984 con il titolo L'immagine-movimento. Cinema 1. Entrambi i libri parlando del cinema, lo usano per teorizzare concetti come tempo, movimento e vita.